# Czarna Struga (województwo mazowieckie)
Czarna Struga – osada leśna w Polsce położona w województwie mazowieckim, w powiecie legionowskim, w gminie Nieporęt.